# Симфонія № 3 (Бетховен)

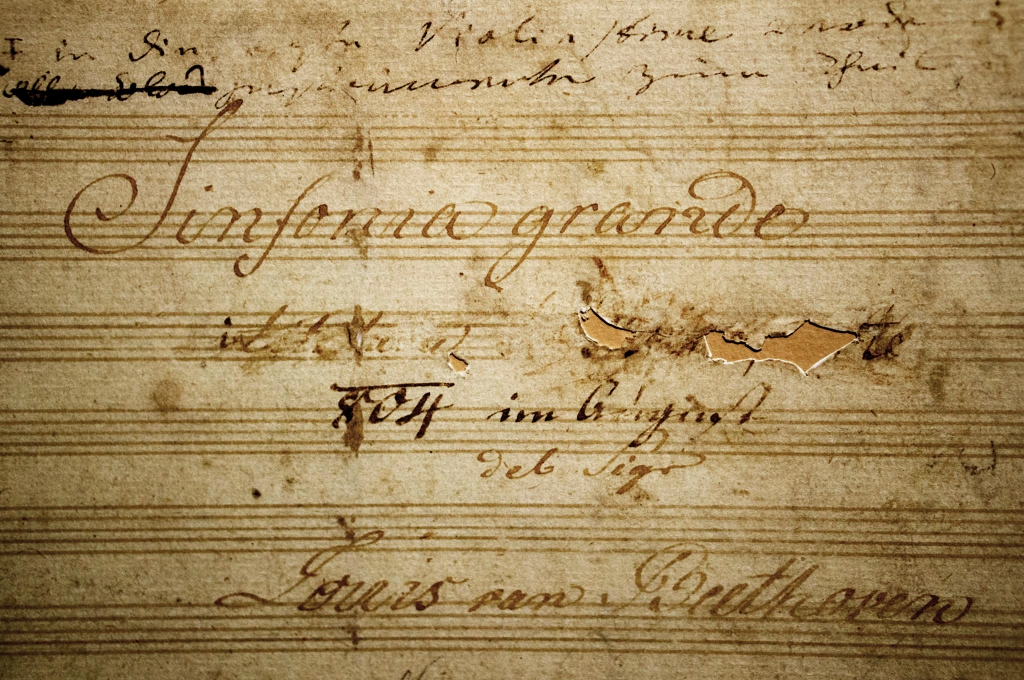
фрагмент рукопису

Симфо́нія № 3 ор. 55 Л. Бетховена, мі-бемоль мажор, написана 1804 року. Початково автор присвятив цей твір Наполеонові , однак після його коронування, перекреслив присвячення.
Складається з 4-х частин:
1. Allegro con brio
2. Marcia funebre: Adagio assai
3. Scherzo: Allegro vivace
4. Finale: Allegro molto

Написана для подвійного складу симфонічного оркестру. Тривалість — близько 50 хв.